# نادر جوخدار
نادر جوخدار (مواليد 19 أكتوبر 1977 - 06 فبراير 2023) لاعب كرة قدم سوري سابق شارك في كأس آسيا 1996.

## المسيرة الرياضيّة
بعدما اعتزلَ كرة القدم كلاعب، توجَّه جوخدار في تموز/يوليو 2022 لمجالِ التدريب حيث عُيّن مدربًا لنادي السلام زغرتا الذي ينشط في الدوري اللبناني الممتاز قبلَ أن يُقالَ في العاشر من آب/أغسطس من نفسِ العام بسبب سوء النتائج.

## الوفاة
فارقَ جوخدار الحياة في مدينة جبلة مع ابنه وذلك في أعقابِ الزلزال المدمّر الذي ضرب تركيا وسوريا في الخامس من شباط/فبراير عام 2023.

## روابط خارجية
- نادر جوخدار على موقع الاتحاد الدولي (مؤرشف)  (الإنجليزية)
- نادر جوخدار على موقع قاعدة بيانات كرة القدم.إي يو (الإنجليزية)
- نادر جوخدار على موقع ناشيونال فوتبول تيمز (الإنجليزية)